# Stup
Stup (grčki: stílos) je vertikalni konstruktivni element u arhitekturi, nosač kružnog presjeka koji slobodno stoji. Uloga mu je prenošenje težine tereta (krova, greda ili luka) na tlo, no može imati i isključivo dekorativnu ulogu (obelisk i sl.). Gornji ukrašeni dio stupa naziva se kapitel.
Drugi srodni pojmovi uključuju:
- stub - slobodnostojeći nosač pravokutnog ili bilo kakvog drugog presjeka, samo ne kružnog
- polustup - stup (kružni profil) priljubljen uza zid
- pilastar - stub (pravokutni profil) priljubljen uza zid

## Povijest
Prvi stupovi se javljaju još u neolitiku kao drveni, nikako ili blago obrađeni trupci koji imaju ulogu nosača krovne grede.
Pravi kameni stupovi, javljaju se u Drevnom Egiptu (Imhotep oko 2600. pr. Kr.) i oni već imaju prepoznatljive oblike lotosa, papirusa, palme ili snopa pruća. U svojim hramovima Egipćani grade hipostilne dvorane (grčki: hypo = pod, ispod, i stulos = stup - "poduprt stupovima"), tj. dvorane potpuno ispunjene masivnim stupovima koji su pri bazi šireg promjera. Na nekim hramovima koriste stupce bez baze i kapitela kako bi izgledali krhkiji, a njihova uloga čudotvornijom.
Minojski drveni stupovi (npr. Palače u Knossosu) na Kreti bili su suženi pri dnu kako bi pridonijeli prozračnosti i dojmu građevine.
Perzijski stupovi imali su kapitele s kombinacijom dvije identične životinje, a dosezali su i preko 30 m u visinu (Perzepolis).
U Staroj Grčkoj javljaju se tri prepoznatljiva stupa koji su okosnica tri stila u arhitekturi:
- Dorski stup
- Jonski stup
- Korintski stup

Oni se razlikuju oblikom baze, visinom i vitkošću stupova, ali najviše građom kapitela.
Rimljani zbog njihove dekorativnosti najčešće upotrebljavaju korintske stupove, ali i jednostavni toskanski stup, etruščanskog podrijetla. Kasnije počinju upotrebljavati i kombinaciju korintskog i jonskog stupa, tzv. kompozitni stup. Rimska arhitektura počiva na stupcima i lukovima od opeke koji su učvršćeni primitivnim betonom. Rimljani podižu i građevine-spomenike u obliku stupova, tzv. trijumfalni stupovi od kojih je najpoznatiji Trajanov stup.
Indijski car Ašoka iz dinastije Maurya (322. pr. Kr. - 185.) podizao je monumentalne spomenike u obliku stupova s bogato plastično ukrašenim kapitelima na mjestima od osobitog značaja u životu Bude.
U romanici su stupovi bili masivni, s kapitelima na kojima su obično bili isklesani biblijski motivi. U gotici katedrale nose stupci koji su sastavljeni od više stupova, tzv. snopasti stupovi.
Renesansa se vraća klasičnim rimskim oblicima stupova, a u Baroku oni dobivaju goleme dimenzije. U baroku se koriste i tzv. Solomonski stupovi (uvrnuti od baze do kapitela) kao na baldahinu u Bazilici sv. Petra u Rimu.
Neobičan primjer stupova je na pročelju Državne solane u Arc-et-Senasu u Francuskoj (1775. – 79.) gdje se izmjenjuju cilindrični i kvadratni tamburi, tako da su oni ujedno i stupovi i stupci.
S industrijskom revolucijom stupovi se sve češće prave od željeza i betona. Moderni stupovi se prave od opeke, komprimiranog betona i čelika.

## Značajni stupovi
- Ashokini stupovi
- Željezni stup u Delhiju
- Trajanov stup
- Aleksandrov stup u Sankt-Peterburgu
- Berlinski stup
- Spomenik Velikom požaru u Londonu
- Stup Svetog Trojstva u Olomoucu, Češka
- Nelsonov stup na trgu Trafalgar u Londonu
- Sigismundov stup u Varšavi
- Beskrajni stup skulptura je kipara Brancusija u Targu Jiu (Rumunjska).

## Poveznice
- Ante Vranković: Ivan Komersteiner - Ikonograf čudesno obnovljenog Hrvatskog Kraljevstva, Hrvatsko slovo, br. 1099, 13. 5. 2016., str. 28 (U članku se iznosi teza o simboličkome značenju tordiranih stupova na baroknim oltarima)